# 富雄川
富雄川（とみおがわ）は、奈良県を流れる大和川水系の支流で、一級河川。

## 地理
- 奈良県最北部に位置する生駒市高山町の高山溜池に発し、南へ向かって矢田丘陵に沿うようにして流れ、生駒郡斑鳩町と安堵町の境界で大和川に合流する。大和川水系で最北端の川でもある。
- 大和川水系であるが、流域の生駒市域は270度を淀川水系流域に囲まれている。黒添池（くろんどいけ）も水源として富雄川に流れるようにはなっているが、長期間流水した様子はなく淀川水系の天野川支流へ流れている。
- 流域は大阪都市圏へのベッドタウンとして多くのニュータウンが開発されている。

## 流域の自治体
奈良県
生駒市、奈良市、大和郡山市、生駒郡斑鳩町、安堵町

## 並行する交通

### 道路
高山方面から
- 大阪府道・奈良県道7号枚方大和郡山線 高山溜池から登弥橋交差点まで
- 奈良県道249号大和郡山環状線 登弥橋交差点から城大橋Ｔ字路まで
- 奈良県道9号奈良大和郡山斑鳩線 小泉交差点から小泉町交差点まで
- 奈良県道108号大和郡山広陵線 小泉町交差点から業平橋東詰まで

## 文化・詩と校歌
富雄川はかつては「富の小川」とよばれ、古今のさまざまな歌（特に祝い歌）で詠まれてきた。
いかるがの 富の小川の絶えばこそ わが大君の 御名忘られめ  （日本霊異記）
君が代は 富の小川の 水すえて 千年をふとも 絶えじとぞ思う  （金葉集・巻五）
- 奈良県立奈良北高等学校 校歌
- 大和郡山市立郡山西中学校 校歌
- 奈良市立富雄北小学校 校歌
- 生駒市立真弓小学校 校歌

など。

## 店舗
- スーパーセンターオークワ富雄中町
- イオンタウン富雄南(2014.10.17～)
- プライスカット大和小泉

## 公共施設
- 奈良市立スポーツ施設西部生涯スポーツセンター 体育館

## 教育施設
高山方面から
- 高山こども園（生駒市）
- 生駒市立生駒北中学校
- 生駒市立上中学校
- 生駒市立真弓小学校
- 奈良県立奈良北高等学校
- 奈良市立富雄北幼稚園
- 奈良市立富雄北小学校（奈良市）
- 奈良市立富雄中学校
- とみお駅前保育園
- 富雄保育園
- 奈良市立三碓小学校
- 奈良市立富雄南こども園
- 奈良市立富雄南小学校
- 大和郡山市立郡山西中学校（大和郡山市）
- 大和郡山市立片桐中学校
- 奈良県立法隆寺国際高等学校 （斑鳩町）
- 斑鳩町立斑鳩東小学校

## 橋
高山方面から
- 近大橋
- 下鳥見橋（国道308号）
- 砂茶屋橋
- 丸山橋
- 出口橋
- 大和田橋
- ハモイケ橋
- 石木橋
- 登弥橋
- 城大橋
- 外川橋
- 富雄橋
- 小泉橋
- 小泉側道橋
- 米寿橋
- 業平橋
- 新業平橋
- 安富橋
- 弋鳥橋